# 今井むつみ
今井 むつみ（いまい むつみ、1958年〈昭和33年〉 - ）は、日本の心理学者。専門は認知科学、認知心理学、発達心理学、言語心理学、教育心理学。慶應義塾大学環境情報学部教授。

## 来歴・人物
- 神奈川県立平塚江南高等学校卒業
- 1982年 慶應義塾大学文学部史学科西洋史学専攻卒業
- 1989年 慶應義塾大学大学院社会学研究科博士課程修了[1]
- 1994年 ノースウェスタン大学心理学部博士課程修了、Ph.D.
- 1996年 - 慶應義塾大学SFC研究所 所員
- 1997年 - 2000年 慶應義塾大学環境情報学部専任講師
- 1998年 - 2000年 慶應義塾大学環境情報学部講師
- 2000年 - 2006年 慶應義塾大学環境情報学部助教授
- 2006年 - 慶應義塾大学環境情報学部教授

## 受賞
- 1994年
  - APA(American Psycological Association)より APA Dissertation Award
- 1995年
  - 発達科学教育奨励賞
- 1998年
  - 日本認知科学会学会賞
- 2000年
  - 日本心理学会奨励賞
- 2007年
  - 日本心理学会国際賞奨励賞
- 2018年
  - 日本認知科学会フェローに選出

## 著書

### 単著
- 『ことばの学習のパラドックス』共立出版〈認知科学モノグラフ 5〉、1997年6月。ISBN 9784320028555。
  - 『ことばの学習のパラドックス』筑摩書房〈ちくま学芸文庫 イ-50-2〉、2024年4月。ISBN 9784480512376。
- 『ことばと思考』岩波書店〈岩波新書〉、2010年10月。ISBN 9784004312789。
- 『ことばの発達の謎を解く』筑摩書房〈ちくまプリマー新書〉、2013年1月。ISBN 9784480688934。
- 『学びとは何か 〈探究人〉になるために』岩波書店〈岩波新書〉、2016年3月。ISBN 9784004315964。
- 『親子で育てる　ことば力と思考力』筑摩書房、2020年3月。ISBN 9784480847492。
- 『英語独習法』岩波書店〈岩波新書〉、2020年12月。ISBN 9784004318606。
- 『「何回説明しても伝わらない」はなぜ起こるのか？ 認知科学が教えるコミュニケーションの本質と解決策』日経BP、2024年5月。ISBN 9784296000951。
- 『学力喪失 認知科学による回復への道筋』岩波書店〈岩波新書〉、2024年9月。ISBN 9784004320340。
- 『ＡＩにはない「思考力」の身につけ方 ——ことばの学びはなぜ大切なのか？』筑摩書房〈ちくまQブックス〉、2024年11月。ISBN 9784480251558。
- 『人生の大問題と正しく向き合うための認知心理学』日本経済新聞出版〈日経プレミアシリーズ 530〉、2025年5月。ISBN 9784296124381。

### 執筆
- 今井むつみ 著「特別寄稿 メンタルレキシコンの性質と獲得」、認知リハビリテーション研究会 編『認知リハビリテーション』 2004巻、新興医学出版社、2004年10月。ISBN 9784880026411。
- 今井むつみ 著「よりよい学習のためのデザイン研究とそれに基づいた算数教授カリキュラムの開発」、慶應義塾大学大学院政策メディア研究科 編『次世代メディア・知的社会基盤 21世紀COEプログラム 研究拠点形成成果報告書』 2004年度、慶應義塾大学21世紀COEプログラム「次世代メディア・知的社会基盤」、2005年3月。ISBN 9784990193546。
- 今井むつみ 著「認知心理学の視点から考える「小学校英語」 認知学習論から考える英語教育」、大津由紀雄 編『小学校での英語教育は必要ない！』慶應義塾大学出版会、2005年5月。ISBN 9784766411713。
- 今井むつみ 著「算数・数学における問題解決能力を育むための環境デザイン」、慶應義塾大学大学院政策メディア研究科 編『次世代メディア・知的社会基盤 21世紀COEプログラム 研究拠点形成成果報告書』 2005年度、慶應義塾大学21世紀COEプログラム「次世代メディア・知的社会基盤」、2006年3月。ISBN 9784990193560。
- 今井むつみ 著「算数・数学における問題解決能力を育むための環境デザイン研究総括と英語語彙自立学習のためのコンテンツ開発」、慶應義塾大学大学院政策メディア研究科 編『次世代メディア・知的社会基盤 21世紀COEプログラム 研究拠点形成成果報告書』 2006年度、慶應義塾大学21世紀COEプログラム「次世代メディア・知的社会基盤」、2007年3月。ISBN 9784990193584。
- 今井むつみ 著「人はなぜ言語を持つのか」、中山剛史・坂上雅道 編『脳科学と哲学の出会い 脳・生命・心』玉川大学出版部、2008年2月。ISBN 9784472403538。
- 今井むつみ 著「どうして子どもはことばの意味を学習できるのか」、大津由紀雄 編『ことばの宇宙への旅立ち ー10代からの言語学』 3巻、ラボ国際交流センター、2008年2月。ISBN 9784894764767。
- 今井むつみ、佐治伸郎「外国語学習研究への認知心理学の貢献」『現代の認知心理学』 5巻、日本認知心理学会監修、北大路書房、2010年7月。ISBN 9784762827204。
- 今井むつみ、佐治伸郎「ことばの意味を「習得」するとは何を意味するのか」『シリーズ朝倉〈言語の可能性〉』 9巻、中島平三監修、朝倉書店、2010年11月。ISBN 9784254515695。
- 佐治伸郎、今井むつみ 著「語意習得における類像性の効果の検討」、篠原和子・宇野良子 編『オノマトペ研究の射程―近づく音と意味』ひつじ書房、2013年4月。ISBN 9784894765962。
- 今井むつみ 著「早期英語教育導入の前に考えなければならないこと」、子安増生・仲真紀子 編『こころが育つ環境をつくる 発達心理学からの提言』新曜社、2014年3月。ISBN 9784788513754。
- 今井むつみ 著「オノマトペはことばの発達に役にたつの？」、窪薗晴夫 編『オノマトペの謎 ピカチュウからモフモフまで』岩波書店〈岩波科学ライブラリー〉、2017年5月。ISBN 9784000296618。
- 井庭崇、今井むつみ 著「認知科学から見た学びと創造性」、井庭崇 編『クリエイティブ・ラーニング 創造社会の学びと教育』慶應義塾大学出版会〈リアリティ・プラス〉、2019年2月。ISBN 9784766425727。
- 今井むつみ「第12章　言語、思考、文化」『公認心理師の基礎と実践』 8巻、野島一彦・繁桝算男監修、遠見書房、2019年9月。ISBN 9784866160580。
- 今井むつみ 著「「認知科学」から考える、AI時代の「学び」」、『教職研修』編集部 編『教育の未来をつくるスクールリーダーへ 18人の識者が語る、これからの学校』教育開発研究所、2020年2月。ISBN 9784865605211。
- 今井むつみ 著「言葉を使えるとはどういうことか」、桐光学園中学校・高等学校 編『高校生と考える人生の進路相談』左右社〈桐光学園大学訪問授業〉、2024年4月。ISBN 9784865284102。

### 編著
- 『心の生得性 ―言語・概念獲得に生得的制約は必要か―』共立出版〈認知科学の探究〉、2000年8月。ISBN 9784320094345。

### 共著
- 今井むつみ、野島久雄『人が学ぶということ 認知学習論からの視点』北樹出版、2003年4月。ISBN 9784893849045。
  - 今井むつみ、野島久雄、岡田浩之『新 人が学ぶということ　認知学習論からの視点』（新版）北樹出版、2012年4月。ISBN 9784779303210。
- 今井むつみ、針生悦子『レキシコンの構築 子どもはどのように語と概念を学んでいくのか』岩波書店、2007年7月。ISBN 9784000025386。
  - 今井むつみ、針生悦子『言葉をおぼえるしくみ ——母語から外国語まで』（改題改訂版）筑摩書房〈ちくま学芸文庫〉、2014年2月。ISBN 9784480095947。
- 内村直之、植田一博・今井むつみ・川合伸幸・嶋田総太郎・橋田浩一『はじめての認知科学』新曜社〈「認知科学のススメ」シリーズ 1〉、2016年2月。ISBN 9784788514584。
- 今井むつみ、楠見孝・杉村伸一郎・中石ゆうこ・永田良太・西川一二・渡部倫子『算数文章題が解けない子どもたち ことば・思考の力と学力不振』岩波書店、2022年6月。ISBN 9784000054157。
- 今井むつみ、秋田喜美『言語の本質 ことばはどう生まれ、進化したか』中央公論新社、2023年5月。ISBN 9784121027566。
- 為末大、今井むつみ『ことば、身体、学び 「できるようになる」とはどういうことか』扶桑社〈扶桑社新書〉、2023年9月。ISBN 9784594095796。
- 大澤真幸、松尾豊・今井むつみ・秋田喜美『生成AI時代の言語論』左右社〈大澤真幸THINKING O 020〉、2024年10月。ISBN 9784865284348。

### 共編
- 安西祐一郎・今井むつみ・入來篤史・梅田聡・片山容一・亀田達也・開一夫・山岸俊男 編『岩波講座コミュニケーションの認知科学』 1（言語と身体性）、岩波書店、2014年7月。ISBN 9784000113717。
- 安西祐一郎・今井むつみ・入來篤史・梅田聡・片山容一・亀田達也・開一夫・山岸俊男 編『岩波講座コミュニケーションの認知科学』 2（共感）、岩波書店、2014年9月。ISBN 9784000113724。
- 安西祐一郎・今井むつみ・入來篤史・梅田聡・片山容一・亀田達也・開一夫・山岸俊男 編『岩波講座コミュニケーションの認知科学』 3（母性と社会性の起源）、岩波書店、2014年8月。ISBN 9784000113731。
- 安西祐一郎・今井むつみ・入來篤史・梅田聡・片山容一・亀田達也・開一夫・山岸俊男 編『岩波講座コミュニケーションの認知科学』 4（社会のなかの共存）、岩波書店、2014年6月。ISBN 9784000113748。
- 安西祐一郎・今井むつみ・入來篤史・梅田聡・片山容一・亀田達也・開一夫・山岸俊男 編『岩波講座コミュニケーションの認知科学』 5（自立と支援）、岩波書店、2014年11月。ISBN 9784000113755。

### 共訳
- Jeffrey L. Elman、Elizabeth A. Bates、Mark H. Johnson、Annette Karmiloff‐Smith、Domenico Parisi、Kim Plunkett 著、乾敏郎、今井むつみ、山下博志 訳『認知発達と生得性 ―心はどこから来るのか―』共立出版、1998年7月。ISBN 9784320029019。
- キャシー・ハーシュ=パセック、ロバータ・ミシュニック・ゴリンコフ 著、今井むつみ・市川力 訳『科学が教える、子育て成功への道 強いココロと柔らかいアタマを持つ「超」一流の子を育てる』扶桑社、2017年8月。ISBN 9784594077822。

### 監修
- たかいよしかず『なまえのことば』くもん出版〈くろくまくんのことばえほん〉、2014年1月。ISBN 9784774322025。
- たかいよしかず『うごきのことば』くもん出版〈くろくまくんのことばえほん〉、2014年1月。ISBN 9784774322032。
- たかいよしかず『ようすのことば』くもん出版〈くろくまくんのことばえほん〉、2014年2月。ISBN 9784774322049。
- ビオリカ・マリアン『言語の力 「思考・価値観・感情」なぜ新しい言語を持つと世界が変わるのか？』KADOKAWA、2023年12月。ISBN 9784046063779。
- 水野太貴『きょう、ゴリラをうえたよ 愉快で深いこどものいいまちがい集』KADOKAWA、2024年7月31日。ISBN 9784041144312。

## 参考
- J-Global: